# Resolució 2333 del Consell de Seguretat de les Nacions Unides
La Resolució 2333 del Consell de Seguretat de les Nacions Unides fou adoptada el 23 de desembre de 2016. El Consell va ampliar el mandat de la Missió de les Nacions Unides a Libèria (UNMIL) per un període final fins al 30 de març de 2018. Alhora es va reduir el nombre de soldats a dos terços i el d'agents a la meitat.
La resolució fou aprovada per 12 vots a favor i cap en contra, amb les abstencions de França, Rússia i el Regne Unit.

## Observacions
El representant dels Estats Units va dir que el govern de Libèria encara era feble després de dotze anys de pau i que la impunitat i la corrupció eren desenfrenades. La UNMIL havia de seguir present per supervisar les eleccions. Angola també va votar per aquest motiu i perquè Libèria va sol·licitar l'extensió.
Rússia, però, va trobar que la situació de seguretat es mantenia estable a Libèria, ja no eren necessaris els soldats de l'ONU i que es necessitaven els recursos de personal a altres llocs. I, si cal, la força de reacció ràpida de la missió de pau a la veïna Costa d'Ivori encara s'hi podria desplegar. França també considerava innecessari continuar l'operació militar i es va abstenir pels mateixos motius.
El representant britànic va dir que s'abstenia perquè la resolució no va proposar una retirada acceptable de la força de pau.
A Libèria, no tothom estava convençut que l'exèrcit i la policia ja estaven disposats per proporcionar seguretat a tot el país. Per exemple, un moviment de dones i diversos partits polítics havien demanat que la força de pau continués fins després de les eleccions.

## Contingut
El 30 de juny de 2016, la responsabilitat de la seguretat a Libèria va ser transferida de la UNMIL als serveis de seguretat del país. Les matèries primeres i la propietat de la terra es van mantenir com una possible font de conflictes, i la corrupció continuava amenaçant l'estabilitat del govern. Hi uriad'haver una major cooperació amb la veïna Costa d'Ivori en el desarmament dels combatents en ambdós costats de la frontera i el retorn dels refugiats.
A l'octubre de 2017 hi hauria eleccions presidencials i parlamentàries. També hi havia a l'agenda realitzar una revisió exhaustiva de la constitució. Altres prioritats eren la reconciliació, la recuperació econòmica i la lluita contra la corrupció.
El mandat de la UNMIL es va ampliar per última vegada, al 30 de març de 2018. Es va reduir el nombre de soldats a Libèria de 1.240 a 434, i el nombre d'agents de 606 a 310. Es va demanar al nou Secretari General, António Guterres, que garantís que tots el personal es retiria abans del 30 d'abril de 2018 i que proposés com les Nacions Unides continuarien donant suport a Libèria.